# Kepler-486b
Kepler-486b es un planeta extrasolar parte de un sistema planetario formado por al menos un planeta. Orbita la estrella denominada Kepler-486. Fue descubierto en el año 2016 por la sonda Kepler por medio de tránsito astronómico.